# I Remember (Yeasayer)
I Remember è un singolo del gruppo musicale statunitense Yeasayer, il quarto estratto dal secondo album in studio Odd Blood e pubblicato il 14 febbraio 2011.

## Pubblicazione
Il singolo è stato pubblicato per il download gratuito dal gruppo attraverso il proprio sito ufficiale in occasione della festa di San Valentino. Esso contiene il brano originario e due remix, realizzati da Painted Palms e da Villa.

## Tracce
1. I Remember (Odd Blood Album Version) – 4:23
2. I Remember (Painted Palms Remix) – 3:17
3. I Remember (Villa Remix) – 8:10

## Formazione
- Chris Keating – voce, tastiera
- Anand Wilder – chitarra, voce, tastiera
- Ira Wolf Tuton – basso, cori

## Versione di Jon Hopkins
Nel 2015 il musicista britannico Jon Hopkins ha pubblicato una propria versione di I Remember all'interno della raccolta LateNightTales: Jon Hopkins, uscita nel marzo dello stesso anno.
Tale versione è stata successivamente pubblicata come singolo in edizione limitata il 18 aprile 2015, in occasione del Record Store Day.

### Tracce
- Lato A

1. I Remember (Nils Frahm Dub Interrupt Remix)

- Lato B

1. I Remember (Original Version) – 4:20
2. I Remember (Spoken Word Piece) – 3:37